# جف لیندسی (نویسنده)
جف لیندسی (انگلیسی: Jeff Lindsay؛ زادهٔ ۱۴ ژوئیهٔ ۱۹۵۲) یک نویسنده اهل ایالات متحده آمریکا است.
جف لیندسی را غالباً برای رمان مشهور او که دربارهٔ یک سایکوپت، دکستر مورگان، است می‌شناسند. اکثر کارهای سابق او با همکاری همسرش هیلاری همینگوی نوشته شده‌است. لیندسی در میامی به دنیا آمده‌است و در سال ۱۹۷۵ از کالج میدلبری فارغ‌التحصیل شده‌است.
سریال دکستر که در سال ۲۰۰۶ از شبکه شوتایم پخش شد، بر اساس رمان «تاریک رویاهای دکستر» بود، این سریال برای هفت فصل دیگر تمدید شد اما داستان سایر فصل‌ها خط داستانی کتاب را پی نگرفت.
لیندسی در قسمت دهم از فصل سوم این سریال یک نقش کوچک را ایفا کرده‌است.
همچنین لیندسی در حال نگارش ورژن کامیک بوک دکستر می‌باشد.
لیندسی و همینگوی در کیپ کورال، فلوریدا زندگی می‌کنند.